# Poznań Wola
Poznań Wola – stacja kolejowa na położona poznańskim obszarze SIM Wola, na osiedlu samorządowym o tej samej nazwie, leżąca na szlaku prowadzącym z Poznania do Szczecina w Poznańskim Węźle Kolejowym.

## Charakterystyka

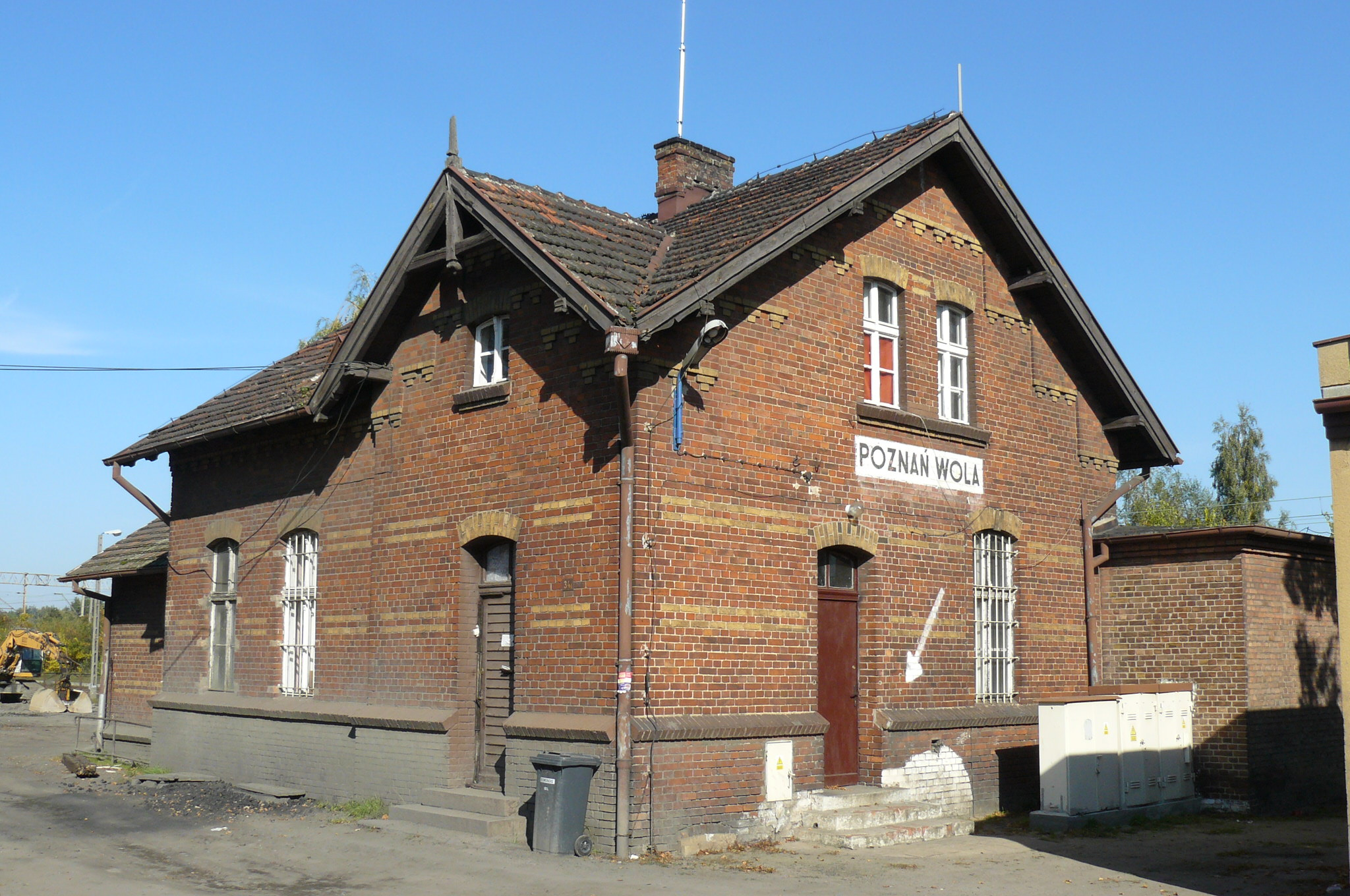
Budynek stacyjny od strony ul. Sytkowskiej

Według klasyfikacji PKP ma kategorię dworca aglomeracyjnego. Od stacji odchodzi nieczynna bocznica do Wojskowych Zakładów Motoryzacyjnych. Istnieje koncepcja wykorzystania przebiegu bocznicy WZM, w celu stworzenia połączenia kolejowego Poznania z lotniskiem Ławica. Planowane jest przeniesienie lokalizacji stacji w okolice ulic Skalskiego i Dąbrowskiego.

## Ruch pasażerski
| Rok  | Wymiana pasażerska na dobę |
| ---- | -------------------------- |
| 2017 | 50-99                      |
| 2022 | 100-149                    |

## Historia
Stacja, nazywana też dawniej Poznań Ławica, wybudowana została w 1902.